# Ziggy Marley
David Nesta Marley (Kingston, 17 de outubro de 1968), conhecido como Ziggy Marley, é um cantor e compositor jamaicano. Ele é filho do ícone do reggae Bob Marley e Rita Marley. Ele liderou a banda Ziggy Marley and the Melody Makers até 2002, com quem lançou oito álbuns de estúdio. Após a separação, Ziggy lançou uma carreira solo de sucesso ao lançar oito álbuns solo de estúdio em sua própria gravadora, Tuff Gong Worldwide. Marley foi ganhador oito vezes do Grammy Awards.[carece de fontes?]

## História
Após a morte de seu pai em 1981, Ziggy Marley foi apontado como sucessor natural de Bob Marley.
"Ziggy" Marley teve suas primeiras aulas de guitarra e bateria com Bob Marley. Tinha 17 anos quando estreou em disco com o grupo The Melody Makers, formado juntos com seus irmãos, em Play The Game Right, de 1995. Nessa época já utilizava o nome Ziggy, escolhido em homenagem a David Bowie — seu ídolo, que havia lançado The Rise And Fall of Ziggy Stardust and The Spiders From Mars, álbum fundamental na história do rock, em 1972.
Em 1996 veio Hey World!, com sotaque mais pop. As fracas vendas do trabalho preocuparam o artista, que deu a resposta aos críticos dois anos depois, com Conscious Party, álbum com o hit "Tomorrow People". No ano seguinte, em 1999, One Bright Day entrou na lista dos 20 discos mais vendidos da revista Billboard.
Na década de 1990, Ziggy Marley & The Melody Makers lançaram Jahmeyka (1991), Joy And Blues (1993), Free Like We Want 2 B (1995), Fallen is Babylon (1997) e, por fim, The Spirit of Music (1999). Em todos os trabalhos, um ponto em comum: Ziggy nunca deixou de incluir suas mensagens de protesto e sua voz política, principais heranças deixadas por Bob Marley.